# Jakob Hutter
Jakob Hutter (zm. 1536) – tyrolski anabaptysta, założyciel i lider huterytów.
Działalność religijną rozpoczął w roku 1528 w Pustertal w Tyrolu, głosząc naukę o konieczności przyjęcia chrztu w wieku dorosłym, o komunii pod dwiema postaciami oraz o niestosowaniu przemocy. Szybko zyskał sobie rozgłos i zwolenników, głównie wśród rzemieślników i chłopów. Stworzona przezeń gmina, licząca około sześciuset wiernych przeniosła się z Tyrolu na Morawy, gdzie Hutter spodziewał się nawiązać braterskie relacje z miejscowymi anabaptystami oraz braćmi czeskimi. W roku 1533 przywódca gminy przebywał w Auspitz, skąd został wygnany. Hutter został uwięziony w 1535 r. Torturowano go i spalono na stosie w lutym 1536 r. Ten sam los spotkał później jego żonę oraz 360 członków ruchu, na czele którego stał.